# Rufisque

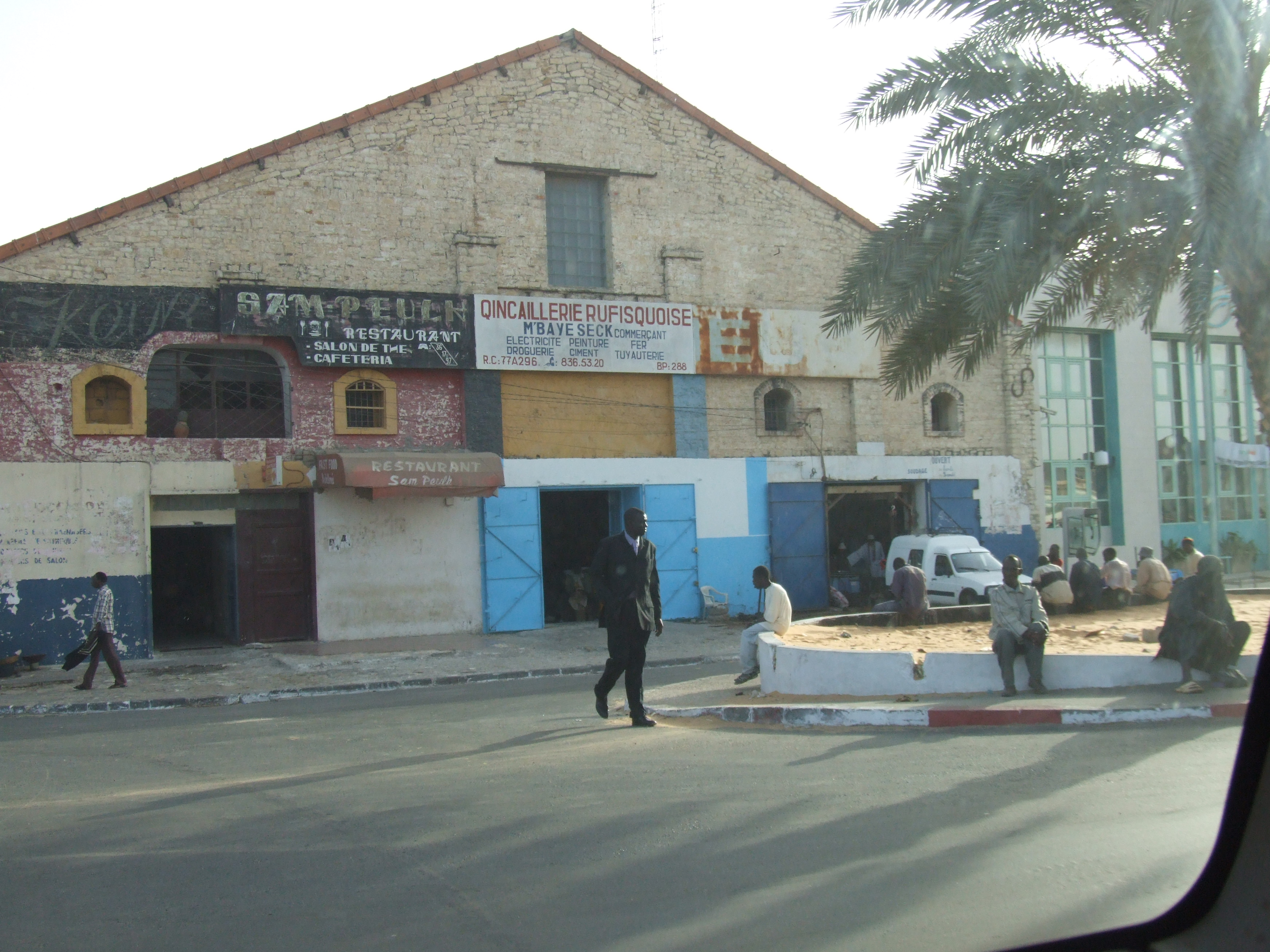
Straßenszene in Rufisque, 2006

Rufisque [ryˈfisk] ist mit über 290.000 Einwohnern eine Großstadt in Senegal, die als Ville de Rufisque aus drei Stadtbezirken im Status von Gemeinden besteht. Für die Stadt wurde das Arrondissement de Rufisque Est geschaffen. Rufisque liegt im zentralen Westen Senegals am Eingang der Cap-Vert-Halbinsel. Die Stadt ist Präfektur des Départements Rufisque in der Metropolregion Dakar. Unter dem Namen Rio Fresco entstand hier einer der ersten Stützpunkte für portugiesische Seefahrer auf dem westafrikanischen Festland als Handelshafen und für die Versorgung ihrer Flotte mit Frischwasser. Frankreich machte Rufisque als Hafenstadt zu einer der vier ältesten Städte im Land.  Das Rathaus Hôtel de ville liegt im Stadtbezirk Rufisque Est.

## Geographische Lage
Rufisque liegt als Hafenstadt an der Südküste der Cap-Vert-Halbinsel, die sich hier nach Südosten hin in der bevölkerungsreichen und touristisch bedeutsamen Petite-Côte fortsetzt. Der kilometerweit sehr geradlinige Küstenverlauf aus Sandstrand springt bei Rufisque östlich einer Barriere aus Felsenklippen etwa einen halben Kilometer weit nach Nordosten zurück und bildet so eine geschützte Reede, die  Rade de Rufisque. Zugleich münden westlich der Klippen Wasserläufe, die ursprünglich für den Namen des Ankerplatzes Anstoß gegeben haben, nun aber eher der Entwässerung des Stadtgebietes dienen.
Das Stadtgebiet von Rufisque bemisst sich auf 26,80 km², ist dicht bebaut und grenzt im Westen an den Stadtbezirk Mbao der Großstadt Pikine, im Norden an Jaxaay-Parcelles und Sangalkam sowie im Osten an Diamniadio und Bargny. Mit allen diesen Städten ist Rufisque baulich mehr oder weniger stark zusammengewachsen. Die Hauptstadt Dakar liegt etwa 19 Kilometer weiter westlich auf der Cap-Vert-Halbinsel.

## Geschichte
Ursprünglich wurde die Region um das Fischerdorf Tanguegueth oder Tenguedj (in der Wolof-Sprache Tëngéej) von der Ethnie der Lébou besiedelt. Das Dorf erlangte erstmals Bedeutung, als Portugal im 15. Jahrhundert begann, entlang der später Petite-Côte genannten Küste Faktoreien für den Handel mit Westafrika zu errichten. Dazu gehörten im Süden Joal im Reich von Sine, weiter nördlich Saly Portudal, das damalige Sali im Reich Baol (dann Sali de Portugal oder Forte de Portugal genannt), und ganz im Norden, als erster Anlaufpunkt von der Insel Gorée aus, das wegen seines guten Wassers von den Seefahrern Rio fresco (deutsch in etwa Frischwasserfluss) genannte Tanguegueth im Reich Cayor, das damit zum wichtigsten Hafenort dieses Reiches wurde. Aus der portugiesischen Bezeichnung entwickelte sich schließlich die französisierte Namensform Rufisque.
Die Holländer besetzten den Ort 1617 und errichteten ein Kontor, das 1677 zerstört wurde, als Jean II. d’Estrées, Admiral von Frankreich, im Krieg gegen die Niederlande die Insel Gorée eroberte. Wenig später baute die Compagnie du Sénégal unter ihrem Direktor Jean Baptiste du Casse Rufisque als französisches Handelskontor wieder auf. Mit dem Demel von Cayor und dem Teigne von Baol schloss er Verträge über Handelsprivilegien zugunsten Frankreichs, in denen diesem die Oberhoheit über den ganzen Küstenstrich dieser Reiche zugesprochen wurde. Von diesem ersten französischen Handelskontor sind keine Spuren mehr erhalten, nicht zuletzt, weil Frankreich zeitweise von England aus dem Senegal verdrängt wurde.
Hier siedelten holländische, französische und englische Händler, die bald zu einer euro-afrikanischen (Kreolen) oder auch Mestizen-Gesellschaft hier herangewachsener Mischlingskinder wurde. Es bestand ein enger Austausch ähnlicher Gemeinschaften in Saint-Louis, Gorée und den weiteren Hafenorten entlang der Petite-Côte.

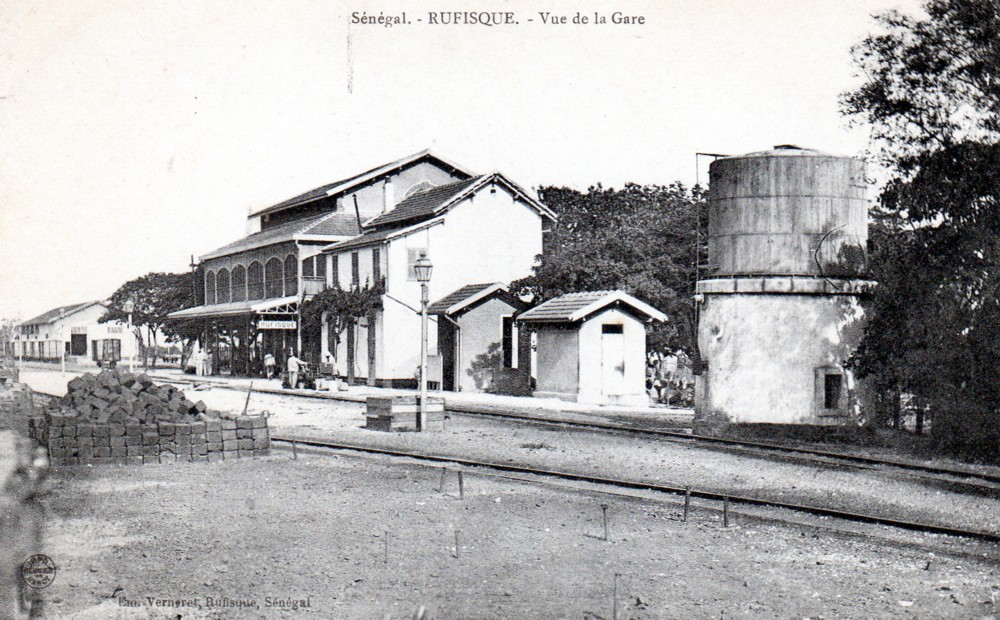
Rufisque, Bahnhof um 1910

Im Jahre 1840 wurde von einer Gruppe von Geschäftsleuten aus Saint-Louis, kurz darauf auch aus Gorée, ein Warenhaus unmittelbar am Ufer gebaut, um Erdnüsse zu lagern. Ab 1848 gehörte Rufisque zu den senegalesischen Quatre Communes mit vollem französischem Bürgerrecht. Die Geschäfte florierten und man konnte mehrfach expandieren. Als die französischen Besatzer im Jahre 1859 ein Fort bauten, wurde Rufisque kurzerhand an die Kolonie Französisch-Westafrika angeschlossen. 1862 wurde Rufisque selbständige Gemeinde. Aus diesem Jahr ist ein Bebauungsplan überliefert, der das Gebiet zwischen der Eisenbahnlinie im Norden und der rund 500 Meter entfernten Küste im Süden betrifft. Im Westen und im Osten reicht die geplante Bebauung jeweils bis zu den nächsten rund 1300 Meter voneinander entfernten Entwässerungsgräben. Dieser alte Stadtkern der Kolonialzeit umfasst die Stadtquartiere Keury Kao und Keury Souf. Um 1883 wurde die handbetriebene Straßenbahn Rufisque verlegt und der Hafen an die im Bau befindliche Bahnstrecke Dakar–Niger angeschlossen. 1909 wurde Galandou Diouf († 1941) als Repräsentant aus Rufisque in das Parlament der Kolonie in Saint-Louis gewählt. Er war damit der erste Afrikaner in dieser Position. Mit der École normale de Rufisque befand sich von 1938 bis 1958 eine bedeutende Lehrerbildungsanstalt für Mädchen in der Stadt.
Im frühen 20. Jahrhundert wuchs der benachbarte, technisch besser ausgestattete Hafen von Dakar derart, dass die Bedeutung des Hafens von Rufisque erheblich zurückging. Dadurch verminderte sich auch die industrielle Aktivität. Von den vier historischen Gemeinden hat Rufisque am meisten an Bedeutung verloren. Es gibt keinen nennenswerten Tourismus und mangels finanzieller Mittel wurden Erhaltung und Ausbau der öffentlichen Infrastruktur vernachlässigt.
Als im Jahr 1964 in der Region Cap Vert alle räumlichen Verwaltungsgliederungen aufgelöst wurden, wurde auch die traditionsreiche Commune de Rufisque für einige Jahre zu einem Teil der „Commune de Dakar“. Diese Struktur der Region wurde 1969 modifiziert. Rufisque erhielt mit dem Umland den Status einer Kommune. 1983 folgte per Gesetz eine weitere Reorganisation zur Angleichung der territorialen Gliederung der Hauptstadtregion an die der anderen Regionen des Landes. Per Dekret sollte sie in drei Départements mit jeweils einer städtischen Gemeinde (Commune) und einer oder mehreren Landgemeinden (communauté rurale) gegliedert werden. So wurden 1984 im Département Rufisque die Doppelstadt Rufisque-Bargny geschaffen. Seit dem Jahr 1990 erlaubte eine Gesetzesänderung, dass es in einem Département mehr als eine städtische Gemeinde geben durfte, und so wurde anschließend Bargny per Dekret von Rufisque getrennt und als eigenständige städtische Gemeinde errichtet.
Im Jahr 1996 wurde die städtische Kommune Rufisque in die drei communes d’arrondissement Rufisque Nord (Centre), Rufisque Est und Rufisque Ouest unterteilt und diese wiederum wurden in der Großstadt Ville de Rufisque zusammengefasst; ähnlich der kommunalen Gliederung der Hauptstadt Dakar. Im Jahr 2014 erhielten die drei Stadtbezirke von Rufisque, wie in Senegal alle communes d'arrondissement, den landesweit einheitlichen Status einer Gemeinde (commune).

## Bevölkerung
Die letzten Volkszählungen ergaben für die Stadt jeweils folgende Einwohnerzahlen:
| Jahr | Einwohner |
| ---- | --------- |
| 1976 | 60.403    |
| 1988 | 142.340   |
| 2002 | 143.281   |
| 2013 | 221.066   |
| 2023 | 295.459   |

## Gliederung
Die  Großstadt Ville de Rufisque ist in drei Communes (städtischen Gemeinden) gegliedert, die organisatorisch in einem Arrondissement zusammengefasst sind. Das Stadtgebiet hatte 2023 eine Fläche von 26,798 Quadratkilometern.
| Teilgebiet                     | Fläche km² | Einwohner 2002 | Einwohner 2013 | Einwohner 2023 |
| ------------------------------ | ---------- | -------------- | -------------- | -------------- |
| Arrondissement de Rufisque Est | 26,798     | 143.281        | 221.066        | 295.459        |
| Rufisque Est                   | 8,132      | 53.711         | 70.125         | 84.754         |
| Rufisque Nord                  | 7,136      | 56.296         | 92.051         | 126.253        |
| Rufisque Ouest                 | 11,530     | 33.274         | 58.890         | 84.452         |
| Ville de Rufisque zusammen     | 26,798     | 143.281        | 221.066        | 295.459        |

## Städtepartnerschaften
- Nantes, Frankreich
- Rio de Janeiro, Brasilien

## Verkehr
Durch Rufisque führen die Verkehrsachsen der Cap-Vert-Halbinsel, die den West-Ost-Verkehr zwischen der Metropole Dakar und dem Rest des Landes vermitteln. Dieser fließt auf der Nationalstraße N 1, auf der mautpflichtigen Autoroute 1 sowie auf der Bahnstrecke Dakar–Niger durch das Stadtgebiet.
Über den 23 km entfernt gelegenen Flughafen Dakar-Blaise Diagne ist Rufisque an das internationale Luftverkehrsnetz angeschlossen.
Die Hafenbucht und der dortige Strand sind Liegeplatz für eine Vielzahl größerer und kleinerer Pirogen. Die Embarcadère de Rufisque, ein Anleger für größere Schiffe, wird seit 2017 mit einem Kostenaufwand von 1,3 Milliarden CFA erweitert und instand gesetzt, um die wirtschaftliche Entwicklung der Stadt zu fördern.

## Wirtschaft
Ursprünglich ein Fischerdorf, wurde Rufisque von den europäischen Kolonialmächten zu einem blühenden Handelsposten und zum Haupthafen an der Westküste Nordafrikas ausgebaut. Wichtigster Erwerbszweig wurde der Handel mit und die Verarbeitung von Erdnüssen aus dem Erdnussbecken des Landesinneren. Dieser Wirtschaftszweig wurde zu einer Quelle von wirtschaftlicher Entwicklung und Wohlstand. Es gab eine Werft, Ölmühlen und Lagerhäuser. Der Ausbau von Dakar zum Haupthafen hatte die Abwanderung von vielen Fabriken und Unternehmen zur Folge.
Gleichwohl ist Rufisque, abgesehen von dem bedeutenden Fischmarkt am Hafen, noch immer ein wichtiger Industriestandort. Am östlichen Stadtrand, zwischen Rufisque und Bargny, liegt Sococim, das einzige Zementwerk des Landes mit seinen Steinbrüchen. Von dort wird ganz Senegal per Lkw mit den Erzeugnissen des Werkes beliefert.
In Rufisque Ouest liegt der Kraftwerkspark Cap des Biches, wo in mehreren Kraftwerksblöcken eine Leistung von über 340 MW installiert ist. Damit kann etwa ein Drittel der über das Verbundnetz von Senelec im ganzen Land verbrauchten Energie erzeugt werden.

## Kultur
Der in Rufisque beheimatete Fußballclub Teungueth FC spielt in der Senegal Premier League und errang in der Saison 2021/22 erstmals den Meistertitel.

## Persönlichkeiten
- Abdoulaye Sadji (1910–1961), senegalesischer Dichter französischer Sprache
- Ousmane Socé (1911–1973), senegalesischer Politiker und Schriftsteller französischer Sprache
- Mamadou Seyni Mbengue (1925–2010), senegalesischer Journalist, Dramatiker und Diplomat
- Badara Mamaya Sène (1945–2020), senegalesischer Fußballschiedsrichter und Bürgermeister von Rufisque
- Alioune Sall (* 1962), senegalesischer Jurist und ehemaliger Richter am Gerichtshof der ECOWAS
- Aminata Nar Diop (* 1983), Basketballspielerin
- Guirane N’Daw (* 1984), senegalesischer Fußballspieler
- Cheikh N’Doye (* 1986), senegalesischer Fußballspieler
- Christophe Diedhiou (* 1988), senegalesischer Fußballspieler
- Adama Mbengue (* 1993), senegalesischer Fußballspieler
- Fallou Fall (* 2004), senegalesischer Fußballspieler